# Tari János (dokumentumfilm-rendező)
Tari János Mihály (Makó, 1957. szeptember 16.) magyar dokumentumfilm-rendező, operatőr.

## Tanulmányai
Makón született, általános iskoláját a Bartók Béla Zenei Általános Iskolában végezte 1964 és 1972 között. Tanulmányait a József Attila Gimnázium angol tagozatán folytatta, 1976-ban érettségizett. 1976-tól 1982-ig a budapesti Eötvös Loránd Tudományegyetem Bölcsészettudományi karán magyar nyelv és irodalom–néprajz szakon tanult. 1979 és 1983 között ugyanitt szociológiát hallgatott. 1987-től 1990-ig a Színház- és Filmművészeti Főiskolán rendező-operatőr szakon tanult. Ezután egy évig (1990-1991) az Egyesült Királyságban, Beaconsfieldben a National Film and Television School hallgatója volt antropológiai dokumentumfilm szakon. 1995-97 között a Mátra program Holland Múzeumi Szövetség-Pulszky Társaság Manager Tanfolyamán vett részt. 1996-ban a PACT Eurethno és az Európa Tanács közös athéni kurzusán vett részt Görögországban. 2001-ben doktorált néprajztudományból (PhD). 2000-ben a Lyon-i Université Lumière egyetem antropológia és szociológia szakán volt hallgató.

## Munkássága
Amatőr filmeket 1979-től készített, operatőri vizsgáját 1989-ben szerezte meg. Azóta 50-nél is több filmet és filmsorozatot rendezett. A Néprajzi Múzeumban 1981 óta Fotó- és Filmgyűjtemény kezelő, 1990 óta filmstúdió-vezető.
1994-ben részt vett az EURORÉGIO Raffael programban. 1992 óta tart előadásokat és gyakorlatokat az ELTE BTK Kulturális Antropológia szakán, valamint a Szegedi Tudományegyetem Néprajz Tanszékén.
1987 és 1990 között a Magyar Néprajzi Társaság Filmszakosztályának titkára, 1993 óta elnöke. 1998 és 2004 között az ICOM-AVICOM audiovizuális világszövetség alelnöke volt.

## Főbb publikációi

### Magyarul
- A magyar néprajzi fotózás kialakulása a kezdetektől napjainkig a Néprajzi Múzeum Fényképgyűjteményének és Adattárának alapján In. Történeti múzeumi közlemények; 1-2 Múzsák Közművelődési Kiadó 100-118. o. (1984)
- Néprajzi Filmkatalógus – Néprajzi Múzeum kiadványa, Budapest (1995)
- A néprajzi audiovizuális rögzítés fejlődése különös tekintettel a filmkészítésre a multimédiában Néprajzi Értesítő 79. szám 195-201 oldalak. (1997)
- A magyar néprajzi filmezés és a Néprajzi Múzeum Filmstúdiója, A Magyar Múzeumok 1997/3-as szám 43-44 o. (1997)
- Az Újratemetési szertartások Magyarországon, MTA PTI Etnoregionális Kutatóközpont kiadásában megjelent: Dokumentum-füzetek 1. (Zempléni Andrással társszerzőként, 1998)
- Film- és videógyűjtemény A Néprajzi Múzeum gyűjteményei 793-811. o. Szerk. Fejős Zoltán Néprajzi Múzeum (2000)
- Filmidő a néprajzi filmekben In Szerk. Fejős Zoltán: A megfoghatatlan idő Néprajzi Múzeum Budapest Tabula Könyvek 2. 443-449. (2000)
- A magyar népzenei dallamtípusok dokumentációja = Néprajzi Hírek 1-2 136-137. o. (2000)
- Néprajzi filmezések Magyarországon In MIR-SUMÉ-XUM 701-721. o. Akadémiai Kiadó (2002)
- Multimédia és virtualitás a múzeumi kiállításokban = Néprajzi Értesítő (2002)
- Néprajzi filmezés Magyarországon, Európai Folklór Intézet, Budapesten, 2002 ISBN 963-86159-8-2
- A néprajzi és az antropológiai filmkészítés. Történeti, elméleti és gyakorlati példák; KRE–L'Harmattan, Bp., 2012 (Károli könyvek. Monográfia)

### Angol nyelven
- The History of Ethnographic Photography and the Development of the Photographic Collections of the Hungarian Ethnographical Museum in Budapest In Visual Anthropology, Vol. 3, 169-173. Harwood Academic Publishers GmbH (1990)
- Ethno-Phono-Photo-Kinematographia The Development of Ethnographic Sound-recording and Film-making from the Beginings to the Integrrated technology. Some Examples from an Audiovisual Exhibition EDIMPRESS Camro-SRL In MARTOR The Museum of the Romanian Peasant Anthropology Review 75-80. (1997)
- The development of ethnographic sound-recording and filmmaking from the beginnings to the integrated technology – Some European and Hungarian examples In Ethnography of European Traditional Cultures 310-318. Centre of vocational training Institute of cultural studies of Europe and the Mediterranean Athens, Greece (1998)
- The Audiovisual and Multimedia Aspect of Ethnographical and Social History Museums. Looking to the New Millennium: A Special Role for Museums to produce and reserve films and Audiovisual material In Ethnographie Proceedings of the 3rdgeneral conference NET 10-12.02.1999 Namur, Slovenski Etnographic Museum Ljubljana. 323-324. (2000)
- The Potter’s Craft Video Series In Hungarian Herritage Volume 1 86-87. o. Eurepean Folklore Institute (2000)

### Francia nyelven
- Le développement de l’enregistrement du son et de la réalisation de films dans le domaine ethnograpique: présentations audiovisuelles dans une exposition Musées & collections No.224/1999/3 Musées et nouvelles technologies 2. 15-19. o. (1999)

### Német nyelven
- Zur Geschichte der ungarischen enthnographischen Fotografie und zur Entwicklung der Fotographisen samlungen des Ethnographisen Museum in Budapest 72-74 oldal in Aufnahme! Fotografie und Erforschung ungarishen rumanishen Volkslebens, Rheinland-Veilag GmbH, Köln (1997)

## Válogatott filmográfia
- Kegyelmesek (operatőr, 1989)
- Mint Makó Jeruzsálemtől (1991-1995)
- Magyarok karácsonya külföldön (1992)
- Kicsi ez a falu, de élni szeretne (1993)
- Hagyomány (televíziós néprajzi magazin, 1993)
- Buffalo on the Roof (1993)
- Járjad lábam (1994-1995)
- Újratemetési szertartások Magyarországon I-II. (1995)
- 125 éves a Néprajzi Múzeum (1998)
- Az antropológiai film (1998)
- Fradi volt, Fradi lesz...?! (1998)
- Adventi vendégjárás (1999)
- Finnugor rokonainkról a Kalevala születésnapján (1999)
- Néptáncnyelven – Tímár Sándor módszer alkalmazása a játékra és a táncra nevelésben (1999)
- Nagyon jó volt parasztnak lenni (1999)
- Én Istenem, hová leszünk... (2000)
- Keleten szép az élet – Wallonok Magyarországon (operatőr, 2001)
- Távoli templom (2002)
- Kapcsos könyv – Francia-magyar kapcsolatok (2002)
- Bolondmalom – Műanyagba mentve (2005)
- Ördögmalom – A hinták már nem építenek házakat (2006)
- Hinták és hintások (2007)[3]
- A makóiak hagymája (2011)[4]

## Díjai, elismerései
- 1982: Nyugat-Berlini filmfesztivál 3. díja
- 1983: Dombóvári Országos Amatőrfilm-fesztivál nagydíja, MTV különdíja
- 1984: Prevalie-i filmfesztivál különdíja
- 1986: Muricai filmfesztivál 2. díja
- 1987: Palermoi filmfesztivál PITRE-díja
- 2002: Ökumenikus Filmszemle MTV-díja
- 2006: Párizs, Festival Audiovisuel International Musees & Patrimoine ezüst díja[5]
- 2007: A manchesteri Nemzetközi Néprajzi Filmfesztivál 1. díja[6]